# أبو عامر العقدي
أبو عامر عبد الملك بن عمرو القيسي العقدي البصري أحد رواة الحديث النبوي.
حدث عن زكريا بن إسحاق، وأيمن بن نابل، وأفلح بن حميد، وقرة بن خالد، ومحمد بن أبي حميد، وعمر بن أبي زائدة، وعكرمة بن عمار، ورباح بن أبي معروف، وأفلح بن سعيد، وشعبة، ومالك، وإبراهيم بن طهمان، وحماد بن سلمة وطبقتهم. حدث عنه: أحمد بن حنبل، وإسحاق بن راهويه، وأبو خيثمة، وإسحاق الكوسج، وأحمد بن الفرات، وعباس الدوري، ومحمد بن شداد المسمعي، ومحمد بن يحيى الذهلي، وعبد بن حميد، ومحمد بن يونس الكديمي، وخلق كثير.
كان من مشايخ الإسلام، وثقات النقلة، ذكره النسائي فقال: «ثقة مأمون». قال محمد بن سنان القزاز وهو من الرواة عنه هو مولى للعقديين من بني قيس وكان لا يخضب. وقال غيره: «كان من حفاظ أهل البصرة». قال الذهبي: «يقع حديثه عاليا في الغيلانيات».

## وفاته
قال محمد بن سعد ونصر الجهضمي مات في سنة 204 هـ .